# Ticala (galaktike)
Ticala ('NGC 4038/4039) su dvije međudjelujuće galaktike u zviježđu Berenikinoj kosi. 
Nalaze se u skupini skupini galaktika 4038.
U ovom su paru dvije supernove: SN 2004GT i 2007sr.
Prije 1,2 milijarde godina ovo su bile dvije odvojene galaktike. Prije nego što su se srazile, NGC 4039 je bila veća od NGC 4038. Od prije 900 milijuna godina približavaju se jedna drugoj, slično kao NGC 2207 and IC 2163. Prije 600 milijuna godina prošle su jedna kroz drugu, tako da su sličile na galaktike Miševa. Prije 300 milijuna godina, zvijezde iz Ticala izlijeću iz obiju galaktika. Danas se dva potoka izbačenih zvijezda protežu dalko od izvornih galaktika, što daje oblike ticala.
Dvije su galaktike zbog svoje velike gravitacije i zajedničke mase zbog stotina milijuna godina međusobnog prožimanja neraskidive. Izvorno prečkasto spiralne (NGC 4038 prečkasto spiralna, NGC 4039 spiralna galaktika), prožimanje razaraju taj oblike te više nisu oblika diska. Mnogo su svojih zvijezda izbacile u dugim plimnim repovima zvijezda, plina i prašine koji se protežu daleko od galaktičkih jezgara. Zbog tih su repova dobile naziv Ticala („Antennae“). Prema slikama s Hubblea, vidljivo je da su ove dvije galaktike još uvijek dva objekta, no za svemirski kratkih samo nekoliko stotina milijuna godina jezgre će im se stopiti u jednu jedinstvenu galaktiku koja će biti eliptična.
Ove dvije galaktike sad prolaze kroz zvjezdorodnu fazu, u kojoj sraz oblaka plina i prašine uz upletanje magnetskih polja uzrokuje brzo stvaranje zvijezda.
NASA-ina promatračnica X-zraka Chandra pronašla je područja koja sadrže velike količine neona, magnezija i silicija kad je analizirala ovaj par. Ovi su elementi neophodni planetima da bi se mogao na njima pojaviti život koji bi formirale. Snimljeni obliaci sadrže 16 puta više magnezija i 24 puta više silicija nego Sunce.

## Vanjske poveznice
- (eng.) SEDS: NGC 4038
- (eng.) SEDS: NGC 4039
- (eng.) Revidirani Novi opći katalog
- (eng.) Revidirani Novi opći katalog
- (eng.) Izvangalaktička baza podataka NASA-e i IPAC-a
- (eng.) Izvangalaktička baza podataka NASA-e i IPAC-a
- (eng.) Astronomska baza podataka SIMBAD
- (eng.) Astronomska baza podataka SIMBAD
- (eng.) VizieR
- (eng.) VizieR
- Spitzerove slike prema redoslijedu objavljivanja  Arhivirana inačica izvorne stranice od 9. ožujka 2021. (Wayback Machine) Zoran Knez: Vatra unutar galaktika Ticala - NASA/JPL-Caltech/Z. Wang (Harvard-Smithsonian CfA)